# Emmett Dalton
Emmett Dalton (3. maj 1871 – 13. juli 1937) var en amerikansk togrøver og medlem af Dalton Banden i Det Vilde Vesten i USA. Han udgav bogen Beyond the Law, hvor han i 1918 spillede sig selv i en filmversionen. Han blev gift med Julia Johnson Dalton, der overlevede ham. De havde ingen børn.
I 1931 udgav han When the Daltons Rode, der senere i 1940 efter hans død blev udgivet i filmversion af Randolph Scott. I denne blev rollen som Emmett Dalton spillet af Frank Albertson. Hans person blev også senere brugt i andre film- og tv-serier.